# Victor Gladu
Victor Gladu (16 avril 1844- 1er décembre 1897) est un notaire et homme politique du Québec.

## Biographie
Né à Saint-Antoine-sur-Richelieu dans la région de la Montérégie, il étudie au Collège jésuite de Montréal. Il aprrend le notariat avec le député provincial et fédéral de Verchères, Félix Geoffrion. Qualifié à pratiquer en 1886, il partit pratiquer à Saint-François-du-Lac. Il fut également agent d'immeubles de John Joseph Caldwell Abbott et secrétaire-trésorier pour la Société d'agriculture du Comté de Yamaska. Il fut aussi maire de Saint-François-du-Lac et administrateur du Comté.
Tentant d'être élu député du Parti libéral du Québec dans la circonscription provinciale de Yamaska en 1881, il fut défait par le conservateur Jonathan Saxton Campbell Würtele. Élu en 1886, il sera réélu en 1890 et en 1892. Défait par le conservateur Albéric-Archie Mondou en 1897, il revint la même année à la faveur d'une élection partielle déclenchée après l'annulation de l'élection précédente. Il meurt en fonction en 1897.
Son fils, Joseph Ernest Oscar Gladu, a été député fédéral de Yamaska de 1904 à 1911 et de 1917 à 1921.